# Вища школа туризму та готельної справи у Гданську
Вища школа туризму та готельної справи у Гданську (пол. Wyższa Szkoła Turystyki i Hotelarstwa w Gdańsku) – польський приватний вищий навчальний заклад, який знаходиться в Гданську.

## Характеристика
Вищий навчальний заклад заснований в Гданську в 1996 році Товариством з обмеженою відповідальністю «Учельня». До Реєстру недержавних вузів, який ведеться Міністром науки і вищої освіти Польщі, ВНЗ був внесений під номером 88. 
Триповерховий навчальний корпус вищу розташований у центральній частині Гданська в районі Вжещ, у місцевості Верхні Вжещ, що дозволяє легко та швидко дістатися до вищу автобусом, трамваєм та міською залізницею з будь-якого куточка Труймяста. Іногороднім та іноземним студентам пропонують гуртожиток з двомісними кімнатами в Гдині.
17 червня 2004 року Державна акредитаційна комісія позитивно оцінила якість навчання за напрямком «Туризм і рекреація», який є основним як для факультету туризму, рекреації та охорони здоров'я, так і для всього вищу. Постановою Міністерства науки і вищої освіти Польщі від 22 вересня 2010 року заклад отримав продовження терміну дозволу на діяльність в якості вищого навчального закладу на невизначений термін. 24 травня 2019 року Міністерство внутрішніх справ і адміністрації Польщі затвердило Вищу школу туризму та готельної справи в Гданську в якості навчального закладу, що має право приймати іноземних громадян для початку або продовження навчання.
Навчання у вищій школі проводиться польською, російською та українською мовами. До вивчення також пропонуються додатково англійська, німецька, іспанська та норвезька мови.